# جوایز فیلم و تلویزیون نیوزیلند
جوایز فیلم و تلویزیون نیوزیلند (انگلیسی: New Zealand film and television awards) نام گروه متعددی از جوایز است که طی سالیان گذشته، توسط گروه‌ها و نهادهای مختلف و به اشکال گوناگون برگزار و به هنرمندان سینما و تلویزیون در نیوزیلند اهدا شده است. در حال حاضر (سال ۲۰۱۶ میلادی)، تنها جایزه فیلم موجود در نیوزلند «جایزه فیلم کانال ری‌یَلتو نیوزلند» است.